# Hingham
Hingham är en stad och civil parish i South Norfolk i Norfolk i England. Orten har 2 367 invånare (2011). Byn nämndes i Domedagsboken (Domesday Book) år 1086, och kallades då Ahincham/M(a)incham/Himcham/Hinham.